# Хорохорина, Наталья Николаевна
Ната́лья Никола́евна Хорохо́рина (до 2001 года в титрах часто как Харахорина;  род. 5 мая 1954 года, пос. Московский, Московская область) — советская и российская актриса театра и кино, заслуженная артистка РФ (2004).

## Биография
Родилась в совхозе Московский близ посёлка Внуково в Московской области в семье водителя грузовика и работницы полевой бригады, перебравшихся из Тамбовской области.
Ещё учась в школе стала посещать театральную студию при Дворце пионеров на Ленинских горах.
После школы пыталась поступить в театральное училище, но не прошла по конкурсу. Год занималась дополнительным самообразование, затем подала документы сразу в Щукинское и Щепкинское училища. Её были готовы взять в оба, она выбрала Щепкинское, которое и окончила (курс В. И. Коршунова) в 1976 году.
После окончания училища работала в театрах «Московская камерная труппа», «Ковчег», «Сфера» — в последнем прослужила 11 лет.
Первой ролью в кино стала роль учителя-воспитателя в фильме режиссёра Никиты Хубова «Предательница» (1977).
В 2004 году удостоена звания заслуженной артистки России.
Снимается в рекламе («Фастумгель», «Пышка» и др.), вела программу «Библиомания» на Первом канале.

## Личная жизнь
Первый муж — Виктор Викторович Корешков (1952—2011), советский актёр театра и кино. Замуж за него она вышла в студенческие годы, развелись из-за измены Корешкова с актрисой Натальей Гундаревой.
Второй муж — Владимир Соболев, работал в Институте медико-биологических проблем. Замуж за него она вышла в начале 1990-х, развелись в начале 2000-х годов.
- Дочь — Анна Владимировна Соболева (род. в 1992 г.), актриса, в 2015 г. окончила ВТУ им. М.С. Щепкина (курс Ю. Соломина, О. Соломиной).

## Роли в театре
- Чайка — Аркадина
- Гроза — полусумасшедшая барыня
- Там, вдали…
- Корсиканка — Жозефина Богарне
- Пока мой муж ловил треску — мадам Жамбон

## Фильмография
| Год       |   | Название                                       | Роль                                                            |
| --------- | - | ---------------------------------------------- | --------------------------------------------------------------- |
| 1977      | ф | Предательница                                  | учитель-воспитатель                                             |
| 1977      | ф | Усатый нянь                                    | мама «Бармалейчика»                                             |
| 1977      | ф | Школьный вальс                                 | рабочая на стройке (в титрах не указана)                        |
| 1977      | ф | Кафе «Изотоп» (Право на выбор)                 | Имя персонажа не указано                                        |
| 1978      | ф | Безбилетная пассажирка                         | Лена Гущина                                                     |
| 1979      | ф | Отец и сын                                     | Анна                                                            |
| 1979      | ф | Пираты XX века                                 | Маша, буфетчица                                                 |
| 1980      | ф | Вторжение                                      | Шура                                                            |
| 1980      | ф | Иначе нельзя                                   | Имя персонажа не указано                                        |
| 1981      | ф | 34-й скорый                                    | Вера, буфетчица                                                 |
| 1981      | ф | Цыганское счастье                              | Клава, птичница                                                 |
| 1982      | ф | Купальская ночь                                | Катерина                                                        |
| 1982      | ф | Сказки… сказки… сказки старого Арбата          | Имя персонажа не указано                                        |
| 1982      | ф | Солнечный ветер                                | Елизавета Николаевна, учительница (в 3-й серии)                 |
| 1983      | ф | Белые росы                                     | Вера, почтальонша                                               |
| 1984      | ф | Вера. Надежда. Любовь                          | Пантелеевна                                                     |
| 1984      | ф | Любочка                                        | Варвара                                                         |
| 1984      | ф | Неизвестный солдат                             | Клавдия Иванцова                                                |
| 1986      | ф | Всего один поворот                             | Маша                                                            |
| 1986      | ф | Очи чёрные                                     | дама из свиты (в титрах не указана)                             |
| 1986      | ф | Ералаш (выпуск № 57, сюжет «Друг человека»)    | мама мальчика (в титрах — Н. Харахорина)                        |
| 1987      | ф | Лето на память                                 | Валентина                                                       |
| 1988      | ф | Артистка из Грибова                            | Евгения Ивановна, секретарша                                    |
| 1988      | ф | Двое и одна                                    | Рита                                                            |
| 1988      | ф | Пусть я умру, Господи                          | Имя персонажа не указано                                        |
| 1988      | ф | Радости земные                                 | Имя персонажа не указано                                        |
| 1988      | ф | Утреннее шоссе                                 | Имя персонажа не указано                                        |
| 1988      | ф | Филиал                                         | Нина Александровна, инженер по технике безопасности             |
| 1989      | ф | В знак протеста                                | Агапкина                                                        |
| 1989      | ф | Вход в лабиринт                                | Екатерина Пачкалина                                             |
| 1989      | ф | Двое на голой земле                            | хозяйка дома                                                    |
| 1989      | ф | Не сошлись характерами                         | благодарная клиентка                                            |
| 1990      | ф | Бес в ребро                                    | Имя персонажа не указано                                        |
| 1991      | ф | Высший класс                                   | Анна Сергеевна                                                  |
| 1991      | ф | Мементо мори                                   | мать Сеньки                                                     |
| 1991      | ф | Чёртов пьяница                                 | Дуся                                                            |
| 1991      | ф | Чужая сторона                                  | Имя персонажа не указано                                        |
| 1991      | ф | Шкура                                          | водитель трамвая                                                |
| 1992      | ф | Воздушные пираты                               | Аля, стюардесса                                                 |
| 1992      | ф | Детство Никиты                                 | Анна Аполлосовна                                                |
| 1992      | ф | Мужской зигзаг                                 | пьяная дама                                                     |
| 1992      | ф | Фанданго для мартышки                          | Марфа                                                           |
| 1992      | ф | Чёрный квадрат                                 | метрдотель                                                      |
| 1994      | ф | Зона Любэ                                      | заключённая «Лукавая»                                           |
| 1994      | ф | Русский счёт                                   | Люба                                                            |
| 1994—1998 | с | Петербургские тайны                            | Имя персонажа не указано (в одном эпизоде)                      |
| 1995      | ф | Мещерские                                      | повариха                                                        |
| 1996      | ф | Любить по-русски 2                             | секретарша губернатора                                          |
| 1998      | ф | Му-му                                          | Имя персонажа не указано                                        |
| 1998      | с | На ножах                                       | Имя персонажа не указано (в одном эпизоде)                      |
| 1999      | ф | Очаровательные негодники                       | Имя персонажа не указано                                        |
| 2000      | ф | ДМБ                                            | мать Пысы                                                       |
| 2000      | ф | Зависть богов                                  | администратор кинотеатра                                        |
| 2000—2001 | с | Дальнобойщики                                  | Наталья, жена участкового                                       |
| 2001      | с | Леди Босс                                      | буфетчица                                                       |
| 2001      | ф | Хозяин империи                                 | Имя персонажа не указано                                        |
| 2002      | ф | Виллисы                                        | Галина Николаевна                                               |
| 2002      | ф | Раскалённая суббота                            | няня девочки                                                    |
| 2002      | с | Ералаш (№149 «Ангел хранитель»)                | учительница по химии                                            |
| 2003      | ф | Love-сервис                                    | Мария Ивановна, невеста                                         |
| 2003      | ф | Детектив по-русски                             | жена Папика                                                     |
| 2003      | ф | Жизнь кувырком                                 | Вера Павловна                                                   |
| 2003      | ф | Козлёнок в молоке                              | жена Жгутовича                                                  |
| 2003      | ф | Пятый ангел                                    | Наталья Андреевна                                               |
| 2003      | ф | Супертёща для неудачника                       | женщина с коляской                                              |
| 2003      | с | Чистые Ключи                                   | проводница                                                      |
| 2003      | ф | Юбилей прокурора                               | Вера Петровна, жена прокурора                                   |
| 2003—2004 | с | Дятловы (м/ф, озвучивание)                     | Имя персонажа не указано                                        |
| 2004      | с | Богатство                                      | Мария Блинова                                                   |
| 2004      | с | Красная площадь                                | Имя персонажа не указано (в одном эпизоде)                      |
| 2004      | с | Москва смеётся                                 | Имя персонажа не указано (в одном эпизоде)                      |
| 2004      | ф | Секрет Фараона                                 | Имя персонажа не указано                                        |
| 2004      | с | Холостяки                                      | главврач (в титрах не указана)                                  |
| 2005      | ф | Жених для Барби                                | продавщица в магазине «Меха»                                    |
| 2005      | ф | Семь раз отмерь                                | Имя персонажа не указано                                        |
| 2005      | ф | Таксистка 2                                    | маникюрша (в одном эпизоде)                                     |
| 2006      | с | Большие девочки                                | старшая медсестра (в эпизоде «Молчание девчат»)                 |
| 2006      | ф | Испанский вояж Степаныча                       | Раиса Клементьевна                                              |
| 2006      | ф | Кто приходит в зимний вечер                    | ассистент режиссёра                                             |
| 2006      | ф | Псевдоним «Албанец»                            | Зинаида Ермолаева                                               |
| 2006      | с | Студенты 2                                     | мама Дембеля                                                    |
| 2006      | ф | Таксистка 3                                    | маникюрша (в одном эпизоде)                                     |
| 2006      | ф | Театральный капкан                             | Анна Григорьевна                                                |
| 2007      | с | Эксперты                                       | Лидия Павловна (в четырёх эпизодах)                             |
| 2007      | с | Капкан                                         | Татьяна Моргунова                                               |
| 2007      | ф | Морская душа                                   | Ольга Толмачёва                                                 |
| 2007      | ф | Таксистка 4                                    | Имя персонажа не указано (в одном эпизоде, в титрах не указана) |
| 2008      | с | Галина                                         | Виктория, дочь Галины Брежневой (в одном эпизоде)               |
| 2008      | ф | Жизнь, которой не было                         | мать Натальи                                                    |
| 2008      | ф | Красиво жить не запретишь                      | Имя персонажа не указано                                        |
| 2008      | ф | Райские яблочки                                | Ирина Борисовна                                                 |
| 2008      | ф | Час Волкова 2                                  | Зинаида (в эпизоде «Тени прошлого»)                             |
| 2009      | ф | Летом я предпочитаю…                           | тётя Катя                                                       |
| 2009      | ф | Райские яблочки («Жизнь продолжается»)         | Ирина Борисовна                                                 |
| 2009      | ф | Час Волкова 3                                  | Горяинова (в эпизоде «Смерть артиста»)                          |
| 2009—2014 | с | Воронины                                       | тётя Аня                                                        |
| 2010      | ф | Вендетта по-русски                             | Инна Константиновна (в титрах не указана)                       |
| 2010      | с | Гаражи                                         | Вероника Сергеевна, бухгалтер (в эпизоде «Личный шофёр»)        |
| 2010      | с | Дежурный ангел                                 | Зинаида Николаевна                                              |
| 2010      | ф | Лучший друг моего мужа                         | администратор в отеле                                           |
| 2010      | ф | Наша Russia. Яйца судьбы                       | мать Ларисы                                                     |
| 2011      | с | Белая ворона                                   | Раиса Ивановна, продавщица пирожков                             |
| 2011      | ф | Вкус граната                                   | Надежда, повариха                                               |
| 2012      | с | Брат и сестра                                  | Имя персонажа не указано                                        |
| 2012      | ф | Цвет черёмухи                                  | Полина Матвеевна                                                |
| 2012      | с | Защитница                                      | Тамара, мать Маруси                                             |
| 2012—2013 | с | Папины дочки («Суперневесты»)                  | заведующая                                                      |
| 2013      | ф | Королева бандитов                              | Ольга Васильевна, мать Ирины и Сергея                           |
| 2013      | ф | Я буду ждать тебя всегда                       | Полина, мать Толика                                             |
| 2013      | ф | Найти мужа в большом городе                    | мать Андрея                                                     |
| 2013      | ф | Право на любовь                                | Алла, домработница Елены                                        |
| 2016      | ф | Семейные обстоятельства                        | Зоя, подруга Галины                                             |
| 2016      | ф | Выйти замуж любой ценой                        | Анна Николаевна, мать Ирины                                     |
| 2017      | ф | Сезон любви                                    | Людмила Михайловна Ромашина, мать Нади, учительница             |
| 2018      | ф | Моя любимая свекровь-3 («Московские каникулы») | Алла                                                            |
| 2018      | ф | Песня Линшуй / 陵水谣 (Россия/Китай)           | профессор института музыки                                      |
| 2019      | с | Склифосовский 7                                | Людмила, соседка Марины                                         |
| 2020      | с | Документалист. Охотник за призраками           | Алла Александровна Рюмина, экстрасенс                           |
| 2023      | с | Метод уборщицы                                 | Зинаида Григорьевна                                             |